# 司馬申
司馬 申（しば しん、? - 586年）は、南朝梁から陳にかけての人物。字は季和。本貫は河内郡温県。

## 経歴
梁の尚書左民郎の司馬玄通の子として生まれた。14歳で囲碁を得意とし、父に従って吏部尚書の到漑に仕えた。梁州刺史の陰子春に気に入られて召し出された。邵陵王蕭綸が丹陽尹となると、司馬申はその下で主簿となった。侯景の乱が起こると、父母がともに死没し、このため終身の菜食を自ら誓った。
梁の元帝が承制すると、司馬申は開遠将軍として起用され、鎮西外兵記室参軍に転じた。侯景が郢州を攻撃すると、司馬申は巴陵に拠った都督の王僧弁に従い、たびたび献策して用いられた。王僧弁が陸納を討ったとき、司馬申は従軍して身を盾にして王僧弁を守り、散騎侍郎に任じられた。紹泰元年（555年）、儀同の侯安都の下で従事中郎となった。
永定元年（557年）、陳が建国されると、安東臨川王諮議参軍に任じられた。天嘉3年（562年）、征北諮議参軍に転じ、廷尉監を兼ねた。天嘉5年（564年）、鎮東諮議参軍に任じられ、起部郎を兼ねた。戎昭将軍・江乗県令として出向した。入朝して尚書金部郎となった。左民郎に転じたが、公務が原因で免官された。
太建元年（569年）、貞威将軍・征南鄱陽王諮議参軍として再起した。太建9年（577年）、秣陵県令に任じられ、清廉有能で知られた。任期を終えてほどなく、東宮賓客として召され、まもなく東宮通事舎人を兼ねた。舎人のまま員外散騎常侍に転じた。太建14年（582年）、陳叔陵が反乱を起こし東府を占拠しようとしたため、司馬申は右衛の蕭摩訶を召して先に東府を押さえさせ、蕭摩訶が陳叔陵を追撃して斬ると、城中に入って陳叔陵の府庫を接収した。司馬申は後主の賞賛を受け、功績により太子左衛率に任じられ、文招県伯に封じられ、中書通事舎人を兼ねた。まもなく右衛将軍に転じ、通直散騎常侍の位を加えられた。病のため邸に帰り、散騎常侍の位を加えられた。
至徳4年（586年）、死去した。侍中・護軍将軍の位を追贈され、爵位は侯に進んだ。諡は忠といった。
子の司馬琇が後を嗣ぎ、官は太子舎人に上った。

## 伝記資料
- 『陳書』巻29 列伝第23
- 『南史』巻77 列伝第67